# Kanton Vierzon-2
Kanton Vierzon-2 (francouzsky Canton de Vierzon-2) je francouzský kanton v departementu Cher v regionu Centre-Val de Loire. Tvoří ho 10 obcí.

## Obce kantonu
- Massay
- Méry-sur-Cher
- Nançay
- Neuvy-sur-Barangeon
- Saint-Hilaire-de-Court
- Saint-Laurent
- Thénioux
- Vierzon (část)
- Vignoux-sur-Barangeon
- Vouzeron